# Корса (струмок)
Корса — струмок (річка) в Україні у Тернопільському районі Тернопільської області. Права притока річки Конюхи (басейн Дністра).

## Опис
Довжина струмка приблизно 3,80 км, найкоротша відстань між витоком і гирлом — 3,53  км, коефіцієнт звивистості річки — 1,08 .

## Розташування
Бере початок у мішаному лісі. Тече на південний схід міх безіменними плоскогір'ями (347,2 м) та 356,36 м), через південно-західну частину села Конюхи і впадає у річку Конюхи, ліву притоку річки Ценівки.

## Цікаві факти
- У XX столітті на струмку існувала газова свердловина[1].